# Indische pestrat
De Indische pestrat (Bandicota bengalensis) is een knaagdier uit het geslacht Bandicota dat voorkomt van Pakistan en Sri Lanka tot West-Myanmar. Op het eiland Penang, bij het zuiden van Myanmar, in Atjeh (Noord-Sumatra), op Oost-Java en in Saoedi-Arabië is hij waarschijnlijk geïntroduceerd. Volgens bepaalde studies zijn er drie ondersoorten (B. b. bengalensis, B. b. varius en B. b. wardi), maar het is onduidelijk of dat echte ondersoorten zijn. De verschillen zijn mogelijk alleen maar ecologische verschillen, veroorzaakt door bijvoorbeeld klimaatverschillen. Bandicota maxima uit India zou ook een aparte soort zijn, maar dat wordt betwist.
B. bengalensis is de kleinste bekende soort van het geslacht. De rugvacht is hard, kort en bruingrijs. De buikvacht is donkergrijs. De staart is kort en bruin. De voeten zijn bruin of bruingrijs. Vrouwtjes hebben in ieder geval een pectoraal, een postaxillarieel, een abdominaal en twee inguïnale paren van mammae, maar veel vrouwtjes hebben meer postaxillariële of abdominale paren, zodat sommige vrouwtjes wel 20 mammae hebben.
De kop-romplengte bedraagt 161 tot 208 mm, de staartlengte 112 tot 163 mm, de achtervoetlengte 27 tot 38 mm en de oorlengte 20 tot 24 mm.